# VEB Transformatoren- und Röntgenwerk, Overbeckstr. 48

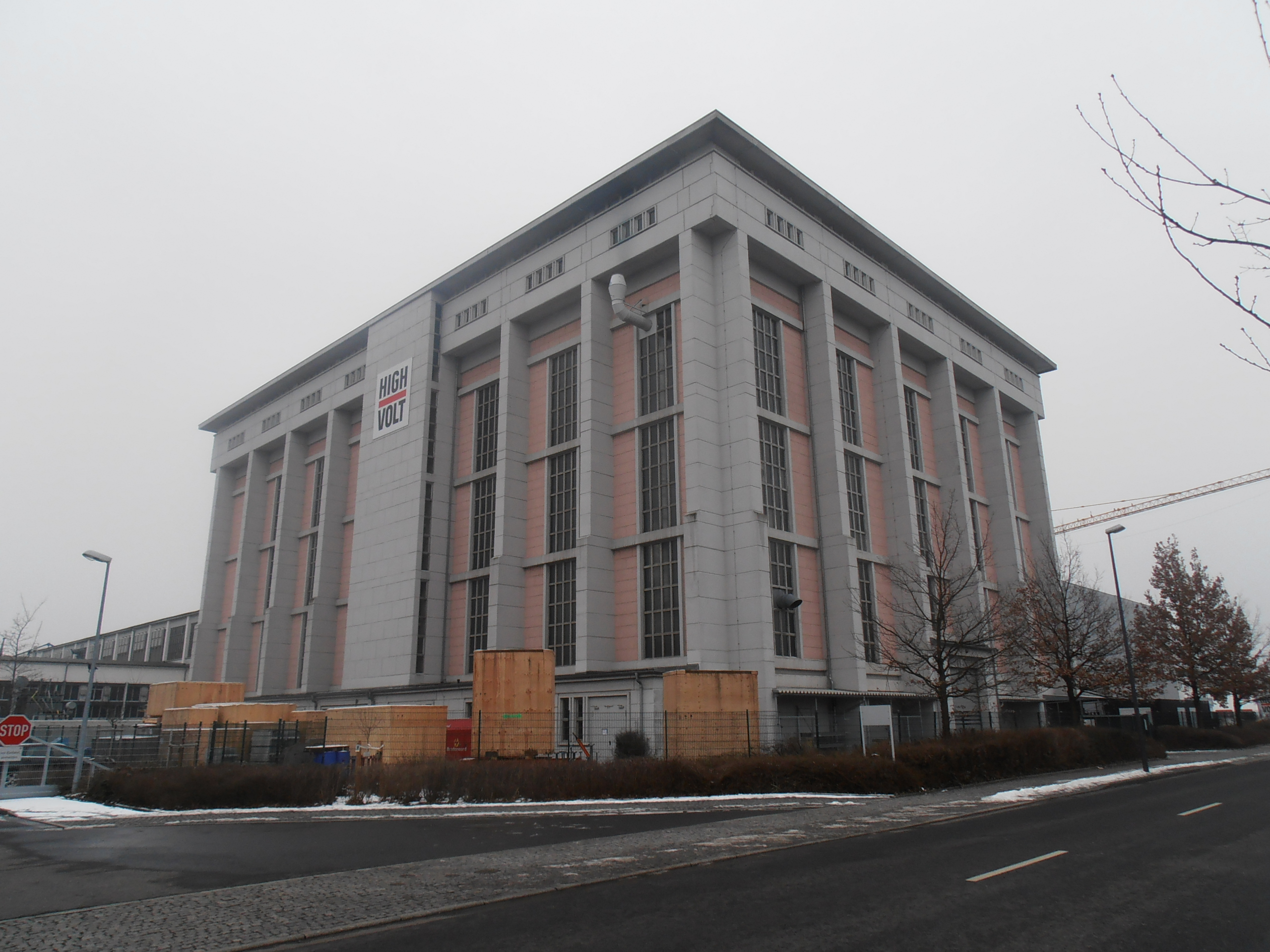
VEB Transformatoren- und Röntgenwerk, Blick von NW

Das Gebäude des VEB Transformatoren- und Röntgenwerk, Overbeckstr. 48 in Dresden ist ein denkmalgeschützter Industriebau der DDR aus den 1950er Jahren. Bemerkenswert ist die Montagehalle mit „monolithischen Stahlbetonstützen“ mit „nach außen sichtbar, zurückgesetzte[n] Wandfelder[n]“.  Der Bau zeugt von der „traditionellen Bauweise“, ohne auf den Einsatz von Fertigbauteilen zu verzichten. So würden „Kunst und Technik“ miteinander verbunden werden.
Das Gebäude wird in der Dresdner Denkmalliste für den Stadtteil Mickten unter der Anschrift Marie-Curie-Straße 10 geführt.

## Geschichte

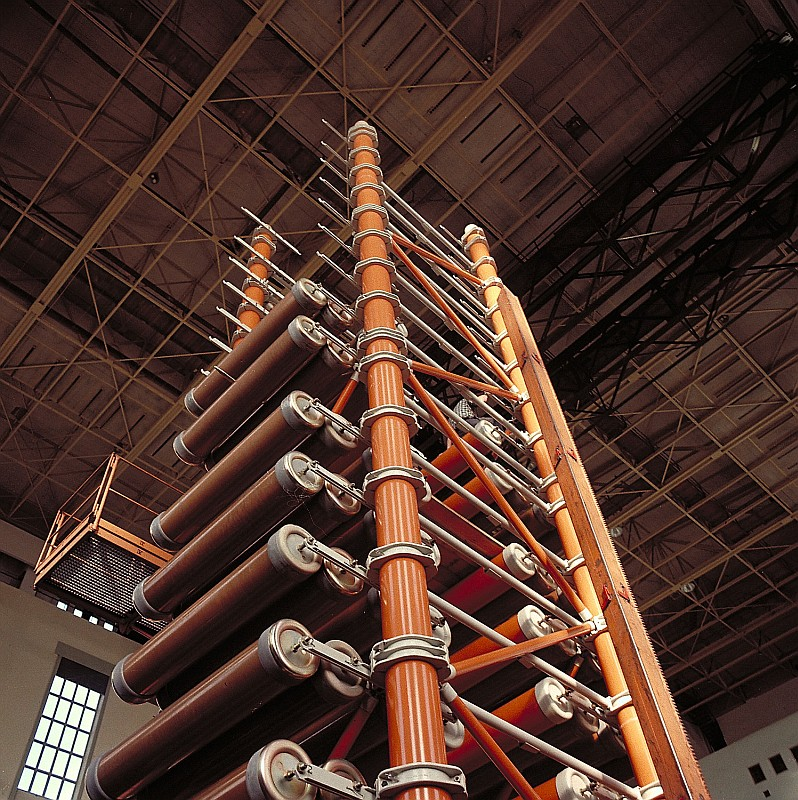
VEB Transformatoren- und Röntgenwerk Hermann Matern Dresden

Der Volkseigene Betrieb Transformatoren- und Röntgenwerk (TuR) „Hermann Matern“, Dresden ging aus der Firma Koch & Sterzel AG hervor, die 1946 enteignet worden war. Später gehörten zum Betrieb auch die Werke in Übigau, Gera, Halle, Hohen Neuendorf und Plauen dazu. Produziert wurden Röntgentechnik, Medizintechnik, Hochspannungsprüftechnik, Leistungstransformatoren und Messwandler. Fast 3500 Mitarbeiter wurden im Werk Dresden beschäftigt. Mit der Wende wurden der Volkseigene Betrieb privatisiert und es entstand die „Transformatoren- und Röntgenwerk GmbH“, die 1992 teilweise von der Siemens AG übernommen wurde.

## Beschreibung
Das Gebäude wurde von 1951 bis 1953 von den Architekten Paul Michael und Paul Voges als „[n]eue Industrieanlage“ mit einer Nutzfläche von 8000 Quadratmetern errichtet. Bemerkenswert ist der 30 Meter hohe Kopfbau. Dieser besteht aus einer Montagehalle mit „monolithischen Stahlbetonstützen“ mit „nach außen sichtbar, zurückgesetzte[n] Wandfelder[n]“. Die Halle hat drei Querschiffe und ist für den Elbebogen bei Kaditz „beherrschend“. Der Bau ist 80,1 Meter lang, 23 Meter breit und 29 Meter hoch. Das äußere Erscheinungsbild ist von Pfeilern geprägt, die auf einem risalitartig hervortretenden Sockelgeschoss ruhen. Diese verjüngen sich nach oben und stützen das Gebälk unter dem Satteldach, das als Stahlkonstruktion errichtet worden ist. Zwischen den monumentalen Pfeilern sind 4 × 5 Meter große Fenster zu sehen, die von Fensterbändern zusammengefasst werden. Tiefliegende Betonausfachungen rahmen die Fensterbänder ein und betonen die Vertikale. Die Pfeiler und die Betonausfachungen sind in verschiedenen Farben gestaltet worden.